# ستيفين لويس
ستيفن هنري لويس CC (من مواليد 11 نوفمبر 1937) هو سياسي كندي، ورئيس هيئة عامة، ومذيع، ودبلوماسي. كان زعيم حزب
الديمقراطيين الاشتراكيين الأورو-متوسطي في أونتاريو في معظم سنوات السبعينيات.

## روابط خارجية
- ستيفين لويس على موقع IMDb (الإنجليزية)
- ستيفين لويس على موقع ميوزك برينز (الإنجليزية)